# بوستر سوخت جامد

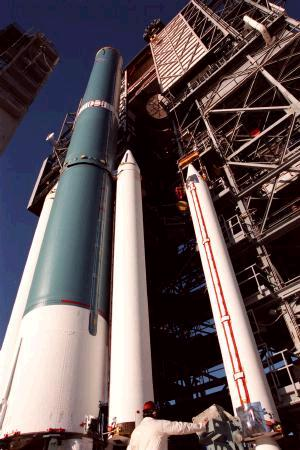
ناسا، تصویری از بوستر سوخت جامد (راست) که با موشک دلتا II (آبی) جفت شده‌است. دو بوستر سوخت جامد (سفید) را می‌توان دید که به راکت اصلی متصل هستند.

بوستر موشک جامد (به انگلیسی: solid rocket bosster) یک راکت سوخت جامد است که برای ایجاد نیروی محرکه در پرتاب فضاپیماها در مراحل اولیه پرتاب استفاده می‌شود. بسیاری از وسایل نقلیه پرتاب کننده، از جمله آریان ۵، اتلس ۵، و شاتل فضایی، از بوسترهای سوخت جامد استفاده کردند تا محموله‌های خود را در مدار از پیش تعیین شده و در فاصله مناسبی قرار دهند. شاتل فضایی از دو بوستر سوخت جامد استفاده می‌کرد که بزرگترین موتورهای جامد پیشران بودند. از جمله مزیت‌های موترهای پیشران جامد در شاتل فضایی امکان استفاده مجدد از آن در ماموریت‌های بعدی بود. هر بوستر سوخت جامد در شاتل فضایی وزنی معادل ۵۰۰۰۰۰ کیلوگرم داشت.

## مزیت‌ها
در مقایسه با موشک‌های سوخت مایع، موشک های سوخت جامد قادر به ایجاد مقادیر زیادی از نیروی رانش هستند. همچنین طراحی نسبتاً ساده‌تری نسبت به راکت‌های سوخت مایع دارند. موشک‌های سوخت جامد بر خلاف سوخت مایع نگهداری آسان‌تری دارند و نیازی به نگهداری در شرایط دمای پایین و ایزوله نیست. همچنین موشک‌های سوخت جامد نیروی رانش زیادی را از مقدار سوخت کم می‌توانند تولید بکنند. افزون بر این از بوسترهای سوخت جامد می‌توان در پرتابگرهای چند مرحله استفاده کرد. این عمل مقدار سوخت مصرفی پیشران مایع را کاهش می‌دهد. طراحی، آزمایش و تولید بوسترهای جامد در بلندمدت در مقایسه با بوسترهای مایع ارزان‌تر است. امکان استفاده مجدد از بوسترهای سوخت جامد در چندین عملیات وجود دارد مانند مونتاژ شاتل که این موضوع هزینه‌های سخت‌افزاری را نیز کاهش می‌دهد.
یک نمونه از افزایش عملکرد بوسترهای سوخت جامد در موشک Ariane 4 است. مدل اصلی بدون استفاده از بوسترهای سوخت جامد قادر بود محموله‌هایی را به وزن ۴٬۷۹۵ پوند (۲٬۱۷۵ کیلوگرم) به مدار زمین ثابت انتقال منتقل کند. در حالی که در مدل 44P با ۴ بوستر سوخت جامد توان انتقال ۷٬۶۳۹ پوند (۳٬۴۶۵ کیلوگرم) را به مدار زمین ثابت انتقال داشت.

## معایب
برخلاف پیشرانه‌های سوخت مایع و پیشرانه‌های گازسوز، بوسترهای سوخت جامد قابل کنترل نیستند و عموماً باید پس از احتراق تا انتها بسوزند. با این حال، با کمک باله‌هایی مخصوصی می‌توان جریان سوخت را قطع کرد. این کار در سیستم‌های توقف موشک مورد استفاده قرار می‌گیرد. تا تاریخ ۱۹۸۶ برآورد میزان شکست بوسترهای سوخت جامد از ۱ در ۱۰۰۰ تا ۱ در ۱۰۰٬۰۰۰ متغیر بود. از دیگر مشکل‌های بوسترهای سوخت جامد انسداد یا تغییر شکل نازل بود. که باعت افزایش بیش از حد یا کاهش رانش شود، در حالی که نقص در محفظه بوستر یا کوپلینگ‌ها می‌تواند باعث افزایش تجمع با افزایش تنش‌های آیرودینامیکی شود. از جمله مشکلات دیگر بوسترهای جامد که می‌تواند باعث خرابی شود، خفگی و ناپایداری احتراق است. شکست اورینگ روی بوستر جامد سمت راست شاتل چلنجر منجر به حادثه انفجار آن بلافاصله پس از بلند شدن شد.
نگهداری موشک‌های سوخت جامد همواره دارای ریسک بالای است، چون راکت‌های سوخت جامد می‌توانند به راحتی در معرض انفجار تصادفی قرار بگیرند. چنین حادثه ای در اوت ۲۰۰۳ در انفجار موشک برزیل در سکوی پرتاب موشک در پایگاه آلکانتارا برزیل رخ داد و ۲۱ تکنسین را کشت.